# Distretto di Krong Pinang
Il distretto di Krong Pinang (in thailandese: กรงปินัง) è un distretto (amphoe) della Thailandia, situato nella provincia di Yala.